# Партолон
Партолон (ірл. — Partholón) — Пархолон — персонаж давніх ірландських міфів. Згідно давніх ірландських легенд та міфів — верховний король Ірландії. Згідно історичних переказів та легенд правив у 2674–2644 рр. до н. е. Згідно легенд — він був вождем другої хвилі переселенців в Ірландію (перша хвиля переселенців загинула в результаті Всесвітнього Потопу). Згідно «Хронік Чотирьох Майстрів», вони припливли в Ірландію через 2520 років після створення світу. Згідно з «Історією Ірландії» Джеффрі Кітінґа це відбулося у 2061 р. до н. е. Деякі середньовічні ірландські хроністи та історики синхронізують його правління з часом життя біблійного патріарха Авраама. Згідно деяких версій ім'я «Партолон» це перекручене Бартоломеус (лат. — Bartholomaeus) і походидить з «Житія святого Ієроніма» Ісидора Севільського.
Найбільш ранні згадки про Партолона та його плем'я є в «Історії Британії» (лат. — Historia Brittonum), яку датують IX століттям — компіляції, написаній латиною, авторство якої приписують Ненію (лат. — Nennius). У цій книзі пишеться, що Партолон разом з 1000 чоловіків і жінок приплив на кораблях в Ірландію, яка на той час була ненаселена. Вони почали жити на цьому острові, і чисельність племені зросла до 4000 осіб. Але почалась епідемія чуми і всі вони загинули.
«Книга захоплень Ірландії» повідомляє, що Партолон був сином Сера (ірл. — Sera), онуком Сру (ірл. — Sru), нащадком Магога, що був сином Яфета, онуком Ноя. він приплив на кораблях разом зі своїми людьми з Близького Сходу здійснивши довгу подорож, відвідавши Сицилію, Анатолію, Грецію, Іберію і висадився на берегах Ірландії 14 травня у 312 році після Потопу. Висадився він в Інбер Скене (ірл. — Inber Scéne), що біля Кенмаре в Південному Керрі. Його висадка синхронізується з 60 роком життя Авраама. З Партолоном була його дружина Далґнат (ірл. — Dalgnat) та його сини Слайне, Рудрайґе, Лайґлінне (ірл. — Sláine, Rudraige, Laiglinne) і їхні дружини — Нерба, Кіхба, Кербнад (ірл. — Nerba, Cichba, Cerbnad) і кілька тисяч їх одноплеменців.
Джеффрі Кітінґ в своїй «Історії Ірландії» розповідає таку історію. Парталон був сином Сера (ірл. — Sera) — царя Греції. Його батька і матір вбили і тоді він покинув свою батьківщину. У битві він втратив ліве око. Разом зі своїми послідовниками і жінками він на кораблях здійснив довгу подорож, відвідавши Сицилію, Іспанію, Португалію і доплив до Ірландії. Ця подорож тривала 7 років.
На момент прибуття Партолона в Ірландії було тільки три озера, дев'ять річок і одна рівнина. Партолон розчистив ще чотири рівнини, вирив ще сім озер. Через 17 років почалась війна племені Парталона з фоморами. Фоморів очолив Кіокал (ірл. — Cíocal). Відбулась битва під Маг Іхе (ірл. — Magh Ithe). Це була перша битва на землі Ірландії. Звідки взялися фомори — невідомо. Швидше за все, це потойбічні демони, які жили в світі споконвіку.
Партолон і його люди жили на острові на річці Ерн. Одного разу, коли Партолон вирушив в подорож по Ірландії, його дружину Далґнат спокусив слуга на ймення Топа. Партолон повернувся додому і пив ель через золоту трубку. Це був якийсь особливий ель, який можна було пити тільки через золоту трубку, яка на острові була одна. Парталон відчув, що цією трубкою користувався Топа і все зрозумів. Тоді він в гніві вбив Топа та собаку, який належав дружині. Але Далґнат не розкаялась і виправдовувалась тим, що залишити чоловіка і жінку наодинці — це все одно, що залишити мед з ведмедем, чи молоко з кішкою, чи гострі ножі з різником і м'ясом. Це була перша зрада і перші ревнощі на землі Ірландії. Після цього острів, на якому вони жили, був названий Ініс Саймера (ірл. — Inis Saimera) — на честь Саймера — собаки Далґнат.
Згідно з «Книгою захоплень Ірландії» все плем'я Партолона померло протягом одного тижня від епідемії чуми. Це сталося на рівнині Сенмаґ (ірл. — Senmag) — Старій Рівнині біля сучасного м. Таллахт (ірл. — Tallaght).
За іншими джерелами Партолон помер після 30 років свого життя в Ірландії, а всі його одноплеменці після цього померли від чуми. Це сталося у травні. Але одна людина вижила. Це був Туан мак Старн — син брата Партолона. Після багатьох перетворень і перевтілень він з'явився в Ірландії людиною на ім'я Кайрелл (ірл. — Cairell). Це сталося у VI столітті в часи Колм Кілле (ірл. — Colm Cille). Він згадав усе, що було, і розповів ірландцям.
Партолон мав брата Тайта (ірл. — Tait), що був прадідом Немеда.